# Mariensäule (Trier)

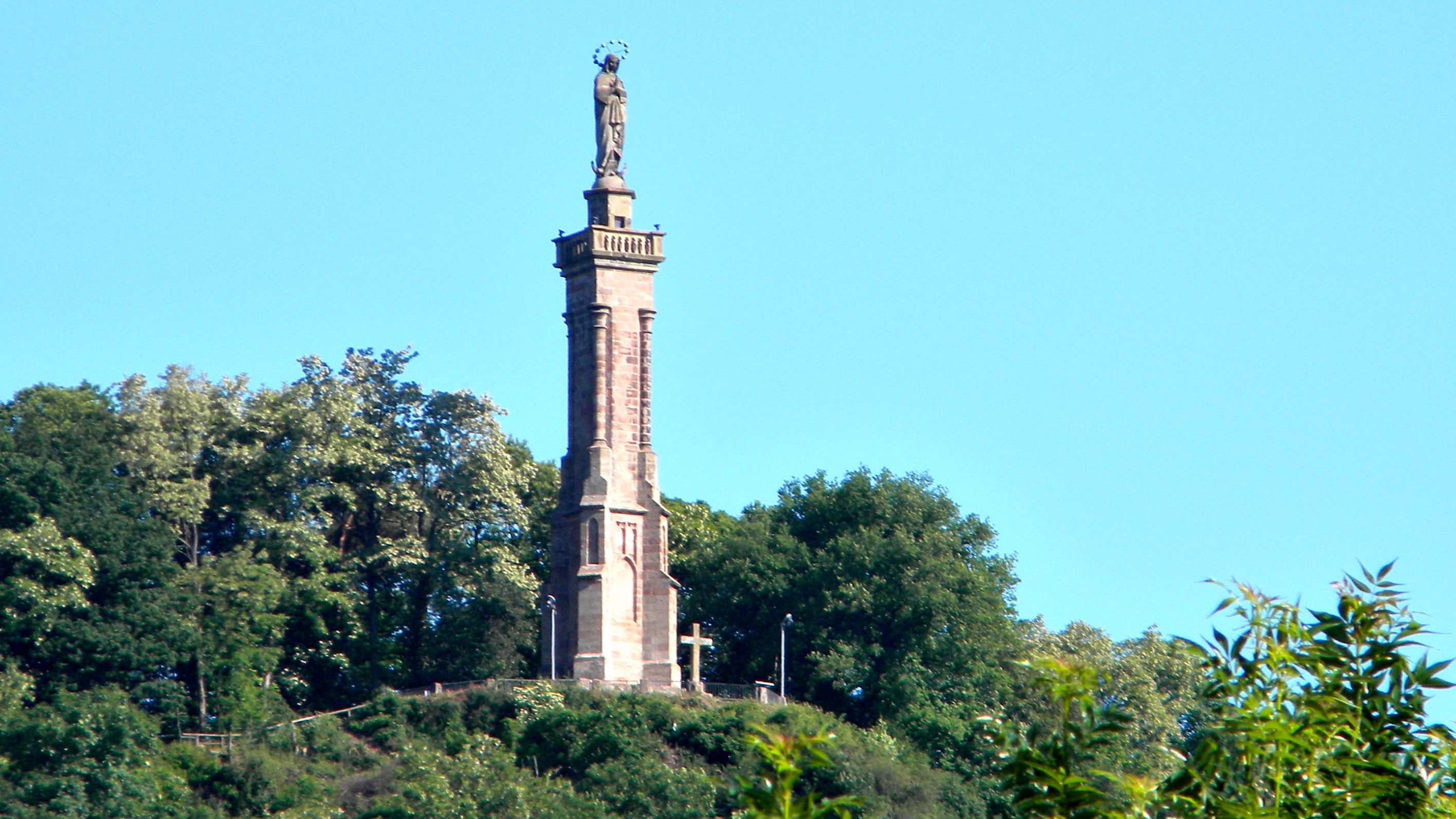
Mariensäule

Die Mariensäule in Trier ist ein Mariendenkmal zu Ehren Marias, der Mutter Jesu. Denkmal und Sockel sind zusammen 40,9 Meter hoch und stehen, weithin sichtbar, auf der linken Moseltalseite in einer Höhe von 296 Metern auf dem Pulsberg (also über 150 m über dem Stadtzentrum), oberhalb des Stadtteils West-Pallien.
Die Mariensäule wurde im 19. Jahrhundert vor dem Hintergrund von Auseinandersetzungen zwischen katholischer Stadtbevölkerung und preußisch-protestantischer Regierung gebaut. Im Frühjahr 2007 wurde das Denkmal für eine Sanierung im Auftrag des Bistums Trier komplett eingerüstet. Nach Abschluss der Arbeiten erfolgte am 14. September 2007 die Wiedereinsegnung durch Bischof Reinhard Marx.

## Geschichte

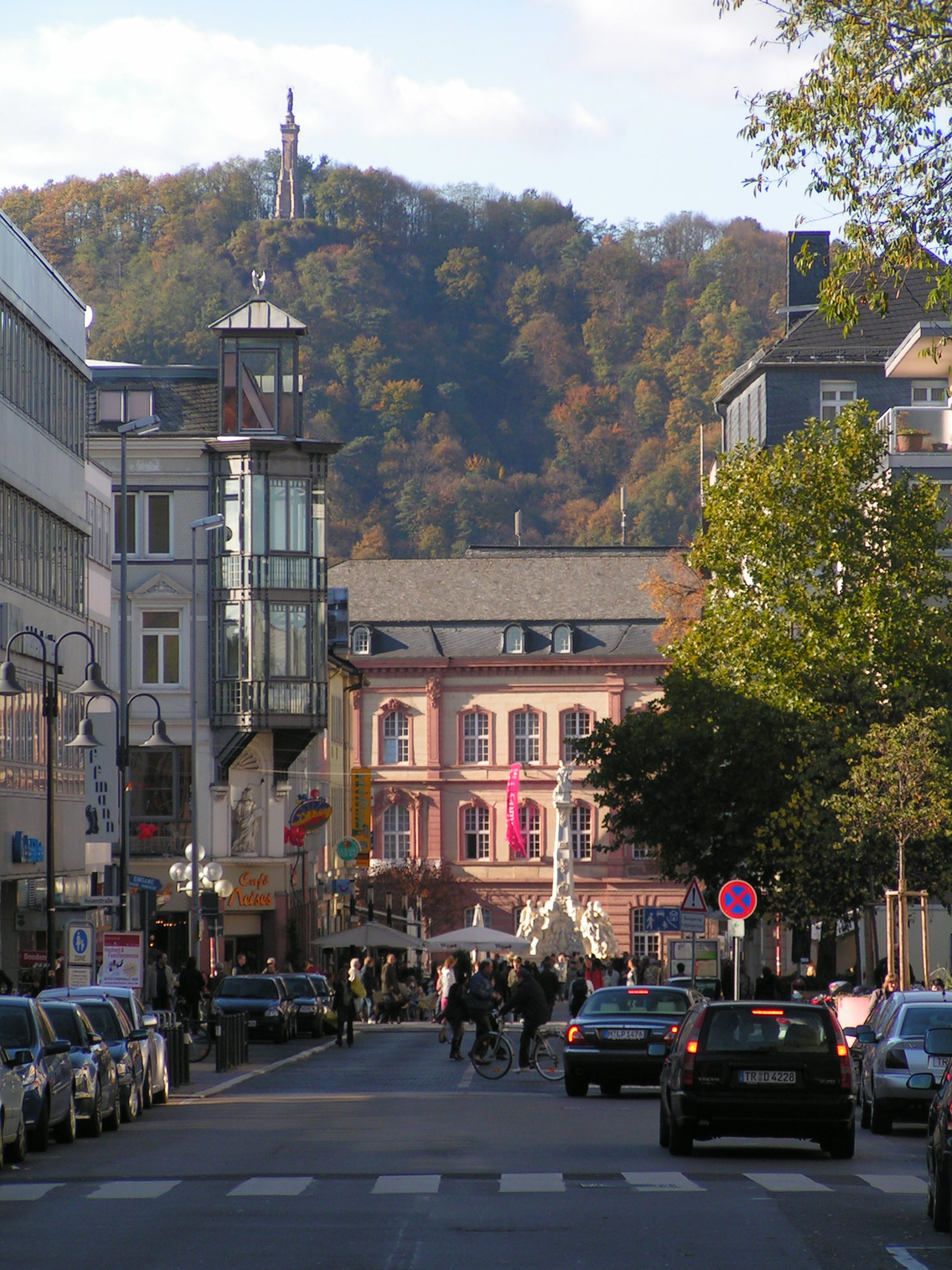
Ansicht aus der Stadt von der Konstantinbasilika aus

1854 erhob Papst Pius IX. die unbefleckte Empfängnis Mariens zum Dogma (Bulle „Ineffabilis Deus“: Maria wurde von Geburt an „von aller Erbschuld unbefleckt bewahrt“), was der Marienverehrung neue Impulse gab. In der Folge entstanden vielerorts Mariensäulen.
In Trier kam als zusätzliche Motivation eine Auseinandersetzung zwischen Katholiken und Protestanten hinzu. 1815 war Trier infolge des Wiener Kongresses unter die Herrschaft Preußens gefallen. Die überwiegend katholische Stadtbevölkerung lehnte die preußischen Herrscher ab. Die Regierung wies die bisher katholische Jesuitenkirche der kleinen protestantischen Gemeinde Triers zu. Die Trierer Bevölkerung forderte nachdrücklich die „Rückgabe“ der Kirche.
Das führte so weit, dass sich schließlich der preußische König, Friedrich Wilhelm IV. selbst des Streits annahm: Er ordnete an, dass die Jesuitenkirche wieder katholisch werden solle. Als neue protestantische Kirche bestimmte er stattdessen die ehemalige Konstantinbasilika, die erst noch rückgebaut werden musste und dann nach seinem Wunsch (neben dem Kölner Dom) zum „zweiten Dom im Rheinland“ werden solle. Die Konstantinbasilika war ursprünglich für die römischen Kaiser gebaut worden. Nachdem sie in der Frühen Neuzeit in das kurfürstliche Palais integriert worden war, galt sie als Symbol für die katholische Herrschaft in Trier. In den Jahren 1841 bis 1862 wurde die Basilika von Carl Schnitzler wieder in ihren ursprünglichen Zustand, eine imposante Halle, versetzt; ab 1856 wurde sie von der protestantischen Gemeinde genutzt.
Vor diesem Hintergrund sammelte die katholische Bevölkerung Geld für eine der höchsten Mariensäulen Deutschlands; die Mittel zum Bau wurden von den Bürgern selbst aufgebracht. Mit ihnen wurde die Säule an einen hochstehenden und weithin sichtbaren Platz gebaut – auf den 296 Meter hohen Pulsberg. Der Standort richtete sich allerdings nicht an Pilger, für die eine Mariensäule auf dem Trierer Petrisberg (auf der rechten Moselseite) besser sichtbar gewesen wäre. Stattdessen liegt der gewählte Standort unmittelbar über der Stadt und, am Moselbett ausgerichtet, fast genau gegenüber der Basilika. Bereits zur Bauzeit war die Mariensäule damit als Reaktion auf die Umwidmung der Basilika klar erkennbar. Seit dem Durchbruch der Konstantinstraße zwischen Basilika und Kornmarkt (d. h. auf der Achse von Basilika und Mariensäule) nach dem Zweiten Weltkrieg ist die Mariensäule sogar noch auffälliger direkt vom Vorplatz der Basilika zu sehen.

## Bau
Für die Statue wurde die betende Haltung der Maria (der ikonografische Typ der Maria orans) gewählt (d. h. ohne Jesuskind, vgl. Mariensäule). Der Entwurf für die überlebensgroße, 6,9 Meter hohe Statue stammt von dem Bildhauer Gottfried Renn aus Speyer. Der 34 m hohe Turm wurde im neugotischen Stil von den Architekten Christian Wilhelm Schmitt und Johann Peter Schmidt entworfen; unklar ist, ob der Stil bloßer Zeitgeschmack war oder zusätzlich bewusst auf die Zeit vor der Reformation verweisen sollte. Ähnliches gilt für das Baumaterial: Die Sandsteinquader sollen teilweise der alten römischen Stadtmauer entstammen, was früher zwar nicht ungewöhnlich gewesen wäre, zugleich aber auch ein Symbol für die antike Tradition der katholischen Kirche in Trier gewesen sein kann.
Im Jahre 1859 wurde unter Leitung von Baumeister und Stadtrat Joseph Weis mit dem Bau begonnen. Die Ausführung der Statue übernahm der Bildhauermeister Rief. Am 8. Oktober 1866 weihte Bischof Leopold Pelldram die Mariensäule ein. Die nächtliche Beleuchtung wird auch heute noch durch Spendengelder finanziert.

## Nutzung
Über eine Wendeltreppe mit 105 Stufen im Inneren des rechteckigen Unterbaues gelangt man zu einer Plattform, die ursprünglich für Besucher gedacht war. Seit einem Unfall um 1905 ist sie nicht mehr zugänglich.
Die Mariensäule ist beliebtes Ausflugsziel, da sich von ihrem Vorplatz aus ein weiter Blick über Trier und das Moseltal bietet. Etwa zwanzig Höhenmeter unterhalb der Mariensäule befinden sich eine Bushaltestelle und ein Parkplatz.

## Ähnliche Bauwerke

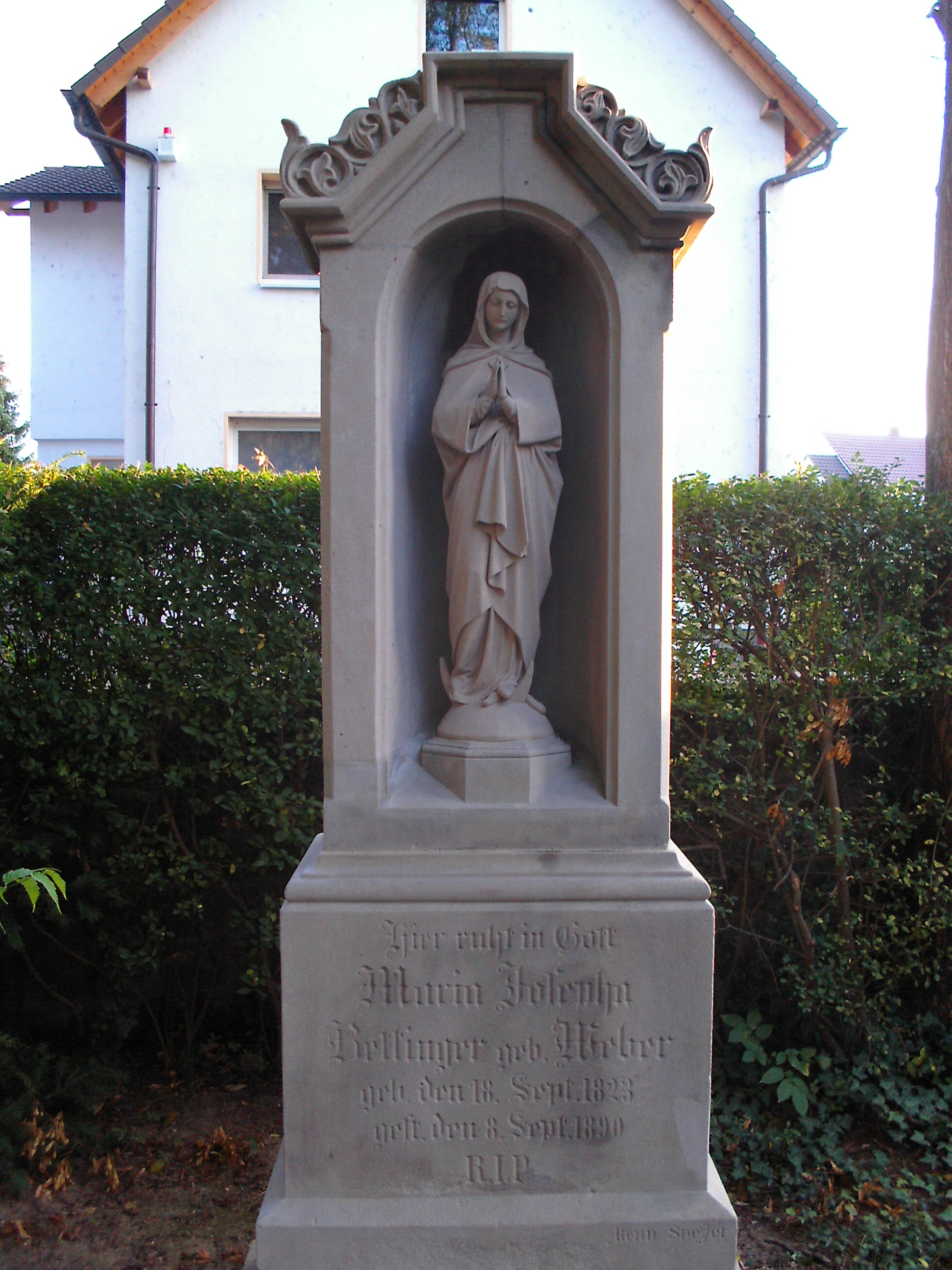
Bettinger Grabmal in Bobenheim-Roxheim, mit verkleinerter Ausführung der Immaculata von der Trierer Mariensäule

Die Mariensäule Kyllburg ähnelt stark der Trierer Mariensäule, ist aber bedeutend niedriger.
Auf dem Friedhof des Ortsteils Roxheim, in Bobenheim-Roxheim, befindet sich das Grabmal von Maria Josepha Bettinger († 1890), Mutter des Kardinals Franziskus von Bettinger, eine Sandsteinstele von Gottfried Renn, mit verkleinerter Ausführung seiner Monumentalstatue auf der Mariensäule Trier.